# Everett Bradley
Everett Lewis Bradley (Cedar Rapids, 19 maggio 1897 – Wichita, 25 luglio 1969) è stato un multiplista statunitense.

## Palmarès

### Olimpiadi
- Argento a Anversa 1920 nel pentathlon.